# 199 км (Хийтола — Сортавала)
Остановочный пункт 199 км — остановочный пункт на 199,3 км перегона Элисенваара — Яккима линии Кушелевка — Сортавала. При Финляндии платформа называлась Välimäki. После Великой Отечественной войны и передачи территории СССР остановочный пункт получил покилометровое название, поскольку уже существовала одноимённая станция на правом берегу Ладожского озера.

## Общие сведения
Расположен на северо-западе посёлка Вялимяки. На 2019 год вокзал или пассажирский павильон отсутствуют. Билеты приобретаются у кондуктора. Останавливаются только поезда местного значения сообщением Кузнечное — Сортавала — Кузнечное. На платформе также имел остановку пассажирский поезд № 655/656 вплоть до его отмены (октябрь 1997 год).

## Галерея
- Вид остановочного пункта.
- Фундамент возле остановочного пункта.
- Вид в сторону Элисенваары.